# Zero Insertion Force

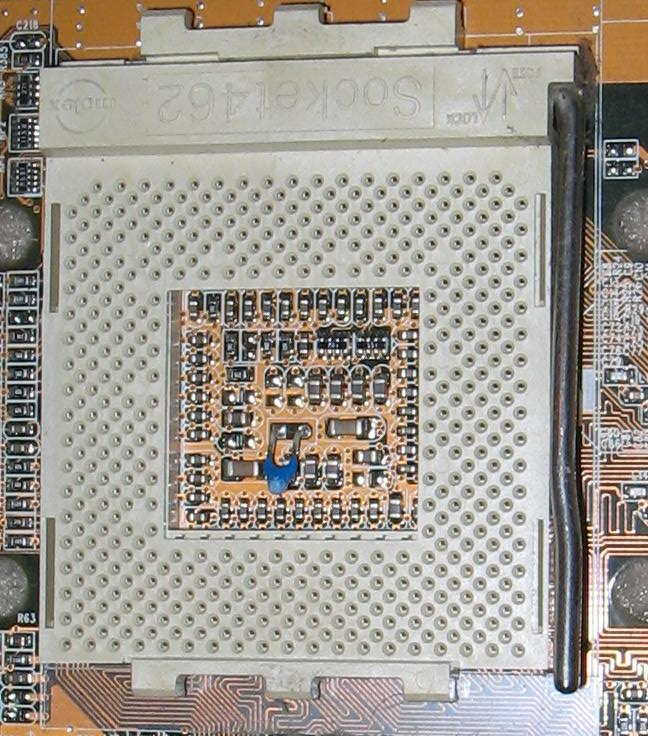
Un grosso zoccolo di tipo ZIF (socket A)

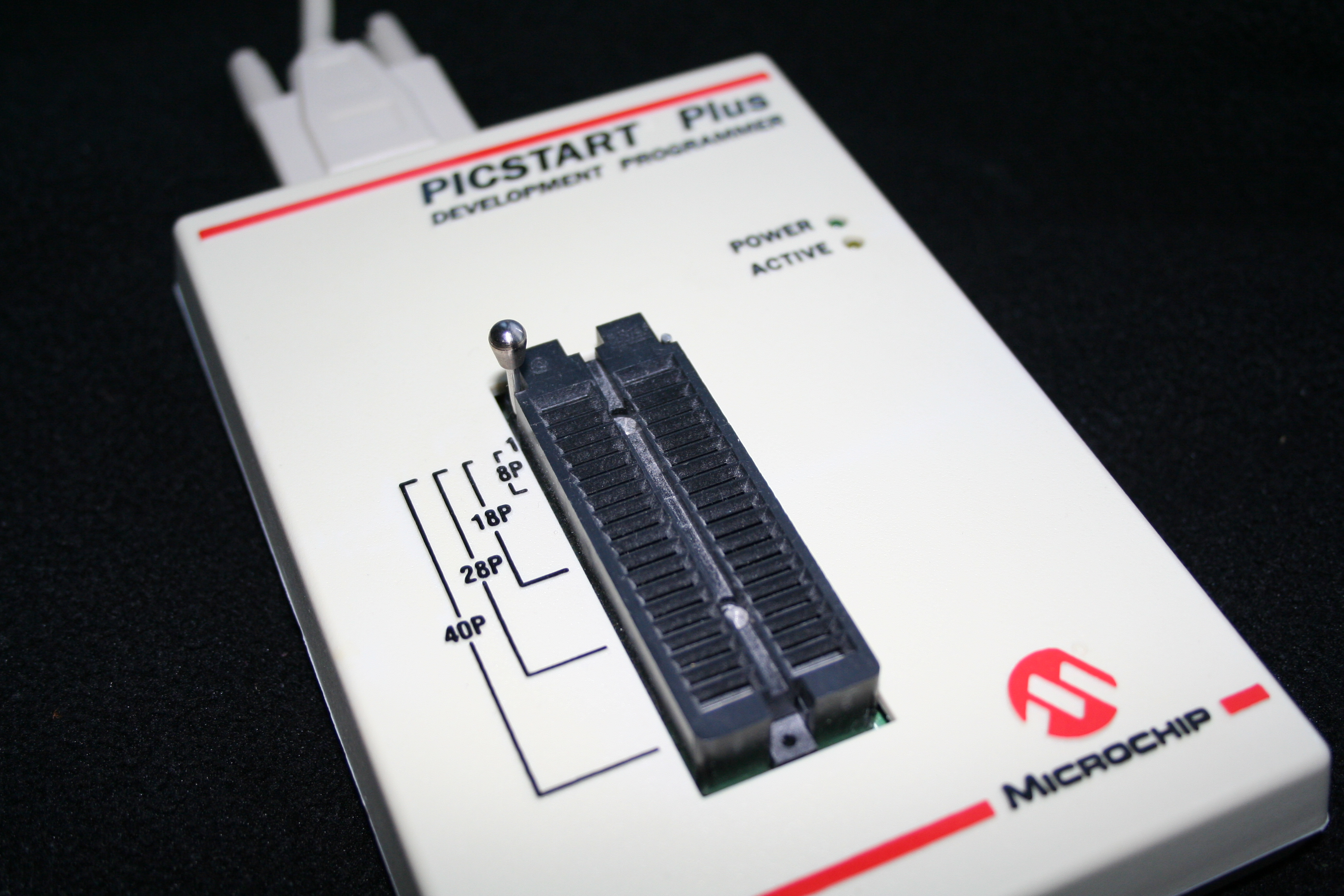
Un programmatore per microcontrollori PIC con uno zoccolo ZIF di tipo DIP.

In elettronica, per Zero Insertion Force (ZIF) si indica un tipo di zoccolo che permette la facile sostituzione di un circuito integrato grazie al fatto che non richiede nessun tipo di forza per il suo inserimento. Un normale zoccolo richiede che il chip sia premuto finché i suoi piedini, inserendosi in appositi fori, fermino l'integrato nella sua sede. Per un integrato con centinaia di piedini la forza richiesta per il suo inserimento sullo zoccolo può essere notevole, con il rischio di poter danneggiare i suoi piedini. Anche i continui inserimenti ed estrazioni possono alla lunga causare problemi ai piedini, soprattutto se le suddette operazioni sono condotte da persone senza specifiche attrezzature (estrattori) oppure con poca esperienza nel maneggiare integrati.
Per facilitare l'operazione di inserimento del chip si può ricorrere a zoccoli di tipo Low Insertion Force (LIF), che richiedono una forza minima: ma alla poca forza richiesta per l'inserimento dell'integrato corrisponde una minor tenuta dello stesso nello zoccolo, che può portare a problemi di connessione del chip oppure al suo sfilamento.
Uno zoccolo ZIF risolve questi problemi mediante l'utilizzo di un sistema di bloccaggio/sbloccaggio di tipo meccanico che permette, una volta sganciato, di poter sostituire l'integrato in modo facile e senza l'uso di particolari strumenti. Il meccanismo di blocco è generalmente rappresentato da una levetta laterale allo zoccolo stesso: azionandola, si apre una serie di contatti a morsa e l'inserimento del chip avviene senza l'uso di nessun tipo di forza. Una volta inserito l'integrato, viene riposizionata la levetta che porta i contatti a serrarsi sui piedini dell'integrato, assicurando così una salda tenuta del chip nello zoccolo ed una perfetta connessione dei piedini.
Gli zoccoli di tipo ZIF sono molto più costosi degli zoccoli tradizionali ed occupano di solito uno spazio maggiore a causa del loro meccanismo di ritenuta. Per questo motivo essi sono stati quasi del tutto abbandonati dalla grande industria e sopravvivono solo per alcuni impieghi particolari. Uno di questi è sulle schede madri dei personal computer, dove servono per alloggiare la CPU e permetterne una facile sostituzione in caso di aggiornamento della stessa. Questi ZIF, di grandi dimensioni, sono disponibili in diversi formati, a seconda del tipo di CPU a cui sono destinati. Un altro campo in cui continuano ad essere utilizzati è quello della prototipazione elettronica, dove sono utilizzati nei programmatori di EPROM, di microcontrollori ed in tutti quegli impieghi in cui, per eseguire test sulle funzionalità di un chip, sono richieste frequenti operazioni di montaggio/smontaggio degli integrati.
Gli zoccoli ZIF per i chip in formato DIP hanno delle dimensioni adeguate a ricevere sia i chip con larghezza di 0,3 pollici (chip con un numero di piedini compreso fra 8 e 28) sia quelli con larghezza di 0,6 pollici (chip con 24-40 piedini).

## Connettori
I connettori ZIF sono connettori di cablaggi di tipo piattina che consentono l'inserimento e il disinserimento in sede in maniera estremamente agevole, senza ganci o altri elementi meccanici.